# کمپ اگرز

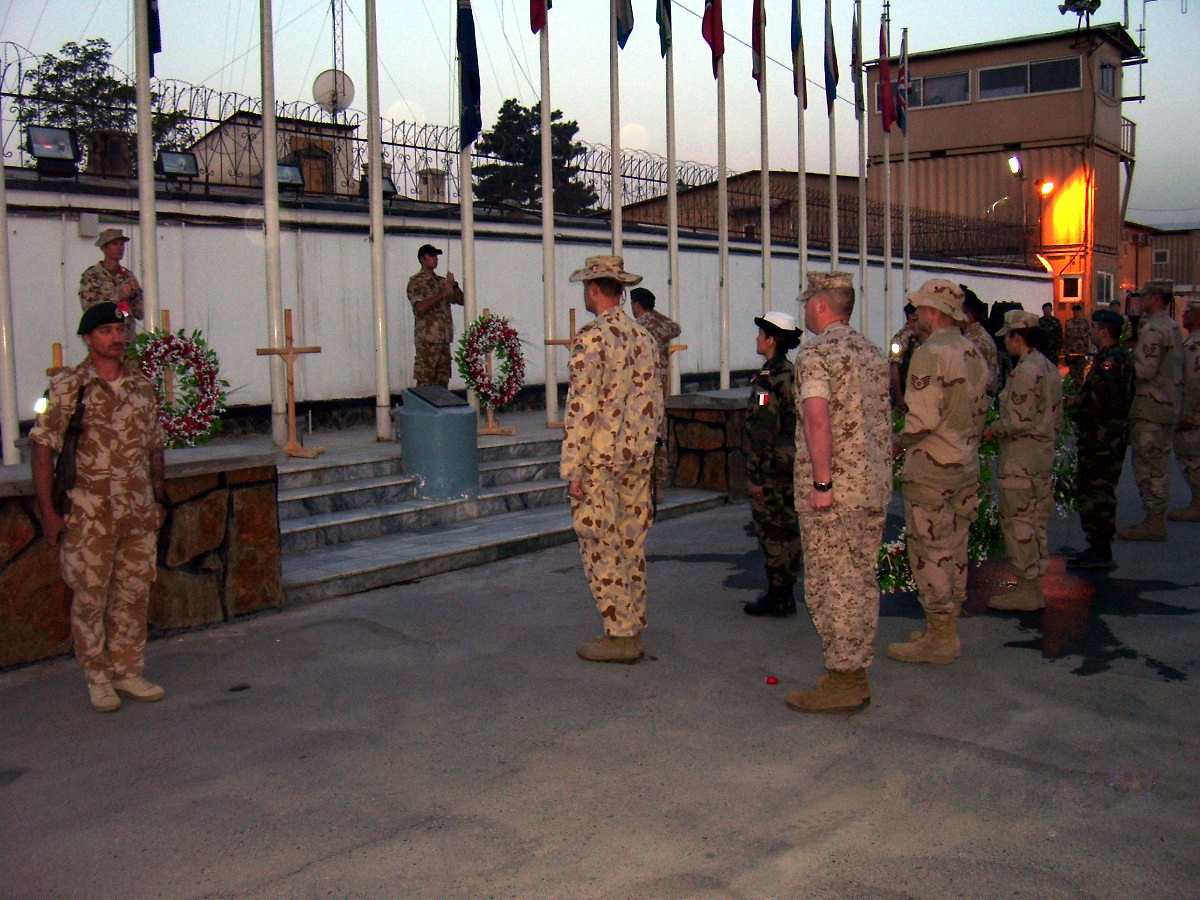
کمپ اگرز، کابل، افغانستان در روز آنزاک

کمپ اگرز (به انگلیسی: Camp Eggers) یک ساحه نظامی متعلق به ایالات متحده آمریکا در شهر کابل، افغانستان بود که در سال ۲۰۱۵ در پی خروج نیروهای آمریکایی از افغانستان بسته شد. این کمپ در همسایگی سفارت آمریکا و قصر ریاست جمهوری افغانستان قرار داشت. نام این کمپ بعد از کشته شدن کاپیتان دنیل دبلیو اگرز انتخاب شده‌بود. وی سرباز آمریکایی متعلق به سومین گروه نیروهای مخصوص هوایی از فرت برگ، کرولاینای شمالی مستقر در افغانستان بود که در ۲۹ مه ۲۰۰۴ در ولایت قندهار توسط مواد انفجاری خنثی شده به همراه سه سرباز دیگر در حین ایفای وظیفه کشته شد.

## نگاهی به کمپ

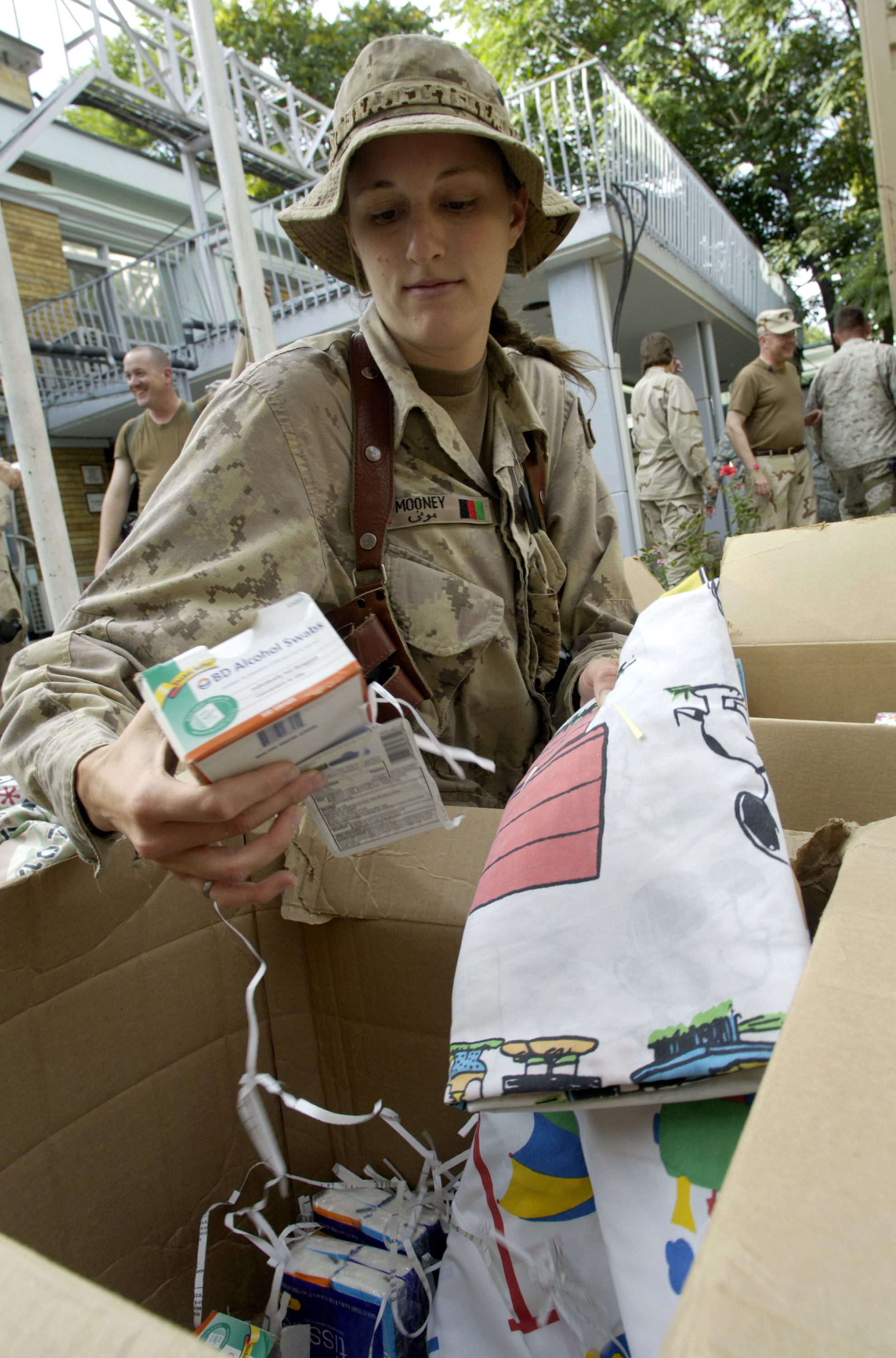
ستوان (Lt) هالی مونی کانادایی، در حال تنظیم هدایای ارسالی از طرف ایالات متحده به کمپ اگرز در کابل

کمپ اگرز توسط تمام شاخه‌های نیروهای نظامی آمریکا در افغانستان به همراه نیروهای ائتلاف شامل ارتشاسترالیا، نیوزیلند، رومانیا و جرمنی مورد استفاده قرار میگیرد. این کمپ قبلاً خانه‌ی نیروهای مرکب فرماندهی - افغانستان یا CFC-A و نیروهای امنیتی انتقالی - افغانستان یا CSTC-A محسوب میشد. CFC-A در اوایل ۲۰۰۷ لغو شد و ماموریت‌های خویش را به CSTC-A برای تعلیم دادن اردوی ملی افغانستان و پلیس ملی افغانستان واگذار نمود. کمپ اگرز در حال حاضر در حال کمک کردن به پروژه‌های عام‌المنفعه مانند ساختن سرک‌ها (خیابان‌ها) یا مکتب‌ها (مدرسه‌ها) علاوه برای پروژه‌های گسترش و نوسازی کمپ‌های موجود در افغانستان میباشد.

## افراد برجسته
- ستوان جنرال کارل ایکنبری، فرمانده قدیمی، نیروهای مرکب فرماندهی - افغانستان (در حال حاضر سفیر ارشد ایالات متحده در افغانستان)
- ستوان جنرال دیوید بارنو، اولین فرمانده نیروهای امنیتی انتقالی - افغانستان

## داشتن امکانات زندان
اخبار تأیید نشده حاکی بر آن است که یک نهاد دولتی، احتمالاً سازمان CIA از این کمپ برای کارهای خارج از صلاحیت قضایی و توقیف تروریست‌ها استفاده می‌کرد. روزنامه نیویورک تایمز به نقل از مقامات اطلاعاتی افغان که نام آنها را فاش نکرد، گزارش این مقامات را اینطور بیان نمود که، آنها از چندین مکان مختلف را شناسایی کرده‌اند که نیروهای آمریکایی از آنها به عنوان زندان‌های غیرقانونی استفاده می‌کردند. چندین تن نام کمپ اگرز و همچنین هتل آریانا را که بسیار نزدیک به قصر ریاست جمهوری است، گرفتند.
این هتل بعد از ورود آمریکا به افغانستان در سال ۲۰۰۱ و آغاز جنگ افغانستان به صورت رسمی به مرکز آژانس اطلاعات مرکزی (CIA) در افغانستان مبدل گشت. در همین حال جایی که فعلاً کمپ اگرز در آن قرار دارد مورد بحث و مجادله‌های فراوانی بود؛ کمپ اگرز در شلوغترین قسمت‌های شهر قرار داشت که به دلیل امنیت بسیار بالای آن به عنوان یک منقطه نظامی، تقریباً تمامی سرک‌های (خیابان‌ها) فرعی آن توسط ارتش ایالات متحده مسدود شده بود. علاوه بر آن مسیر اصلی از طرف مرکز شهر به سوی فرودگاه بین‌المللی کابل از همین راه بود که باعث ترافیک بسیار سنگین در سرک‌های آن ناحیه می‌شد.